# Iran ai Giochi della XXIX Olimpiade
L'Iran ha partecipato ai Giochi della XXIX Olimpiade di Pechino, svoltisi dall'8 al 24 agosto 2008, con una delegazione di 54 atleti.

## Medaglie
| Medaglia | Atleta          | Sport     | Evento                      |
| -------- | --------------- | --------- | --------------------------- |
| Oro      | Hadi Saei       | Taekwondo | 80 kg maschile              |
| Bronzo   | Morad Mohammadi | Lotta     | Lotta libera 60 kg maschile |

## Atletica leggera
| Gara  | Atleta                | Batterie | Batterie | Semifinali | Semifinali | Finale | Finale |
| Gara  | Atleta                | Tempo    | Pos.     | Tempo      | Pos.       | Tempo  | Pos.   |
| ----- | --------------------- | -------- | -------- | ---------- | ---------- | ------ | ------ |
| 800 m | Ehsan Mohajer Shojaei | 1'49"25  | 8        |            |            |        |        |
| 800 m | Sajjad Moradi         | 1'46"10  | 6        | 1'46"08    | 5          |        |        |

| Gara             | Atleta        | Qualificazioni | Qualificazioni | Finale | Finale |
| Gara             | Atleta        | Misura         | Pos.           | Misura | Pos.   |
| ---------------- | ------------- | -------------- | -------------- | ------ | ------ |
| Getto del peso   | Amin Nikfar   | nessuna misura | -              |        |        |
| Lancio del disco | Ehsan Haddadi | 61,34 m        | 17             |        |        |
| Lancio del disco | Abbas Samimi  | 59,92 m        | 26             |        |        |

| Prova                | Hadi Sepehrzad | Hadi Sepehrzad | Hadi Sepehrzad |
| Prova                | Risultato      | Punti          | Pos.           |
| -------------------- | -------------- | -------------- | -------------- |
| 100 metri            | 10"92          | 878            | 11             |
| Salto in lungo       | 6,80 m         | 767            | 32             |
| Getto del peso       | 16,02 m        | 852            | 4              |
| Salto in alto        | 1,90 m         | 714            | 28             |
| 400 metri            | 50"75          | 780            | 25             |
| 110 metri ostacoli   | 14"64          | 894            | 19             |
| Lancio del disco     | 50,32 m        | 877            | 3              |
| Salto con l'asta     | 4,00 m         | 617            | 22             |
| Tiro del giavellotto | 49,56 m        | 582            | 23             |
| 1500 metri           | 5'06"67        | 522            | 24             |
| Totale               |                | 7483           | 22             |

## Badminton
| Gara             | Atleta        | Turno 1                                     | Sedicesimi | Ottavi | Quarti | Semifinali | Finale |
| ---------------- | ------------- | ------------------------------------------- | ---------- | ------ | ------ | ---------- | ------ |
| Singolo maschile | Kaveh Mehrabi | Hsieh Yu-hsing (Taipei cinese) 16-21, 12-21 |            |        |        |            |        |

## Canottaggio
| Gara              | Atleta        | Batterie | Batterie | Quarti/ Ripescaggi | Quarti/ Ripescaggi | Semifinali | Semifinali         | Finale  | Finale       |
| Gara              | Atleta        | Tempo    | Pos.     | Tempo              | Pos.               | Tempo      | Pos.               | Tempo   | Pos.         |
| ----------------- | ------------- | -------- | -------- | ------------------ | ------------------ | ---------- | ------------------ | ------- | ------------ |
| Singolo maschile  | Mohsen Shadi  | 7'48"24  | 5        |                    |                    | 7'20"34    | 1 (semifinale E/F) | 7'06"54 | 2 (finale E) |
| Singolo femminile | Homa Hosseini | 9'02"12  | 4        |                    |                    |            |                    | 8'18"20 | 4 (finale E) |

## Ciclismo

### Su strada
| Gara                    | Atleta         | Tempo        | Posizione    |
| ----------------------- | -------------- | ------------ | ------------ |
| Corsa in linea maschile | Hossein Askari | 6h 34'22"    | 51           |
| Corsa in linea maschile | Ghader Mizbani | 6h 39'42"    | 28           |
| Corsa in linea maschile | Mehdi Sohrabi  | non concluso | non concluso |
| Cronometro maschile     | Hossein Askari | 1h 08'46"30  | 34           |

## Judo
| Gara    | Atleta                  | Tabellone principale                     | Tabellone principale                      | Tabellone principale                       | Tabellone principale                   | Tabellone principale | Ripescaggi                               | Ripescaggi                               | Ripescaggi                         | Ripescaggi                            |
| Gara    | Atleta                  | Sedicesimi                               | Ottavi                                    | Quarti                                     | Semifinali                             | Finale               | 1º turno                                 | Quarti                                   | Semifinali                         | Finale                                |
| ------- | ----------------------- | ---------------------------------------- | ----------------------------------------- | ------------------------------------------ | -------------------------------------- | -------------------- | ---------------------------------------- | ---------------------------------------- | ---------------------------------- | ------------------------------------- |
| 60 kg   | Masoud Haji Akhondzadeh | Rok Drakšič (Slovenia) 0110-0010         | Choi Min-Ho (Corea del Sud) 0000-1000     |                                            |                                        |                      | Miguel Albarracín (Argentina) 0020-0001  | Rishod Sobirov (Uzbekistan) 0001-0010    |                                    |                                       |
| 66 kg   | Arash Miresmaeili       | Tomasz Adamiec (Polonia) 0001-0000       | Masato Uchishiba (Giappone) 0000-0020     |                                            |                                        |                      | Juan Jacinto (Rep. Dominicana) 0011-0000 | Mirali Sharipov (Uzbekistan) 0001-0010   |                                    |                                       |
| 73 kg   | Ali Maloumat            | Yusuke Kanamaru (Giappone) 1001-0001     | João Pina (Portogallo) 0111-0001          | Gantömöriin Dashdavaa (Mongolia) 1100-0010 | Elnur Mammadli (Azerbaigian) 0000-1000 |                      |                                          |                                          |                                    | Leandro Guilheiro (Brasile) 0000-1000 |
| 81 kg   | Hamed Malekmohammadi    | Aljaz Sedej (Slovenia) 1000-0000         | Tiago Camilo (Brasile) 0000-1010          |                                            |                                        |                      |                                          |                                          |                                    |                                       |
| 90 kg   | Hossein Ghomi           | Andrei Kazusenok (Bielorussia) 0000-1110 |                                           |                                            |                                        |                      |                                          |                                          |                                    |                                       |
| +100 kg | Mohammad Reza Roudaki   | Yury Rybak (Bielorussia) 1001-0001       | Þormóður Árni Jónsson (Islanda) 1000-0001 | Lasha Gujejiani (Georgia) 0000-0011        |                                        |                      |                                          | Daniel McCormick (Stati Uniti) 1001-0001 | Tamerlan Tmenov (Russia) 1010-0001 | Óscar Brayson (Cuba) 0000-0200        |

## Lotta
| Gara   | Atleta               | Tabellone principale                  | Tabellone principale                   | Tabellone principale                  | Tabellone principale             | Tabellone principale | Ripescaggi                                   | Ripescaggi                          | Ripescaggi                                |
| Gara   | Atleta               | Sedicesimi                            | Ottavi                                 | Quarti                                | Semifinali                       | Finale               | Quarti                                       | Semifinali                          | Finale                                    |
| ------ | -------------------- | ------------------------------------- | -------------------------------------- | ------------------------------------- | -------------------------------- | -------------------- | -------------------------------------------- | ----------------------------------- | ----------------------------------------- |
| 55 kg  | Abbas Dabbaghi       | bye                                   | Fredy Serrano (Colombia) 1-0, 1-1, 5-1 | Besik Kudukhov (Russia) 0-6, 0-1      |                                  |                      |                                              |                                     |                                           |
| 60 kg  | Morad Mohammadi      | bye                                   | Hassan Madani (Egitto) 7-0, 2-0        | Saeed Azarbayjani (Canada) 1-0, 1-0   | Mavlet Batirov (Russia) 0-1, 0-1 |                      |                                              |                                     | Zelimkhan Huseynov (Azerbaigian) 2-0, 3-1 |
| 66 kg  | Mehdi Taghavi        | bye                                   | Haislan Garcia (Canada) 0-1, 1-1, 2-0  | Ramazan Şahin (Turchia) 0-3, 0-1      |                                  |                      |                                              | Geandry Garzón (Cuba) 4-1, 0-2, 0-2 |                                           |
| 74 kg  | Meisam Mostafa-Jokar | bye                                   | Kiril Terziev (Bulgaria) 0-3, 1-3      |                                       |                                  |                      |                                              |                                     |                                           |
| 84 kg  | Reza Yazdani         | bye                                   | Radosław Horbik (Polonia) 1-0, 3-1     | Novruz Temrezov (Azerbaigian) F       |                                  |                      |                                              |                                     |                                           |
| 96 kg  | Saeid Ebrahimi       | bye                                   | Saleh Emara (Egitto) 4-3, 2-2          | Georgi Gogshelidze (Georgia) 0-3, 0-1 |                                  |                      |                                              |                                     |                                           |
| 120 kg | Fardin Masoumi       | Lawrence Langowski (Messico) 6-0, 6-0 | Bakhtiyar Akhmedov (Russia) F          |                                       |                                  |                      | Bozhidar Boyadzhiev (Bulgaria) 0-1, 2-0, 4-2 | Steve Mocco (Stati Uniti) 3-1, 4-1  | Marid Mutalimov (Kazakistan) 3-8, 1-1     |

| Gara   | Atleta             | Tabellone principale                        | Tabellone principale                          | Tabellone principale                 | Tabellone principale | Tabellone principale | Ripescaggi                                   | Ripescaggi                       | Ripescaggi                             |
| Gara   | Atleta             | Sedicesimi                                  | Ottavi                                        | Quarti                               | Semifinali           | Finale               | Quarti                                       | Semifinali                       | Finale                                 |
| ------ | ------------------ | ------------------------------------------- | --------------------------------------------- | ------------------------------------ | -------------------- | -------------------- | -------------------------------------------- | -------------------------------- | -------------------------------------- |
| 55 kg  | Hamid Sourian      | Venelin Venkov (Bulgaria) F                 | Elgin Loren Elwais (Palau) 8-0, 6-0           | Nazyr Mankiev (Russia) 2-2, 1-1, 1-1 |                      |                      |                                              | Kristijan Fris (Serbia) 5-0, 1-1 | Park Eun-Chul (Corea del Sud) 1-1, 2-2 |
| 66 kg  | Ali Mohammadi      | Kim Min-Chul (Corea del Sud) 1-1, 1-1       | Mikhail Siamionau (Bielorussia) 0-2, 4-0, 1-1 |                                      |                      |                      |                                              |                                  |                                        |
| 84 kg  | Saman Tahmasebi    | bye                                         | Oleksandr Daragan (Ucraina) 4-0, 1-2, 3-0     | Nazmi Avluca (Turchia) 2-2, 0-3      |                      |                      |                                              |                                  |                                        |
| 96 kg  | Ghasem Rezaei      | Mindaugas Ežerskis (Lituania) 1-1, 2-1, 1-1 |                                               |                                      |                      |                      |                                              |                                  |                                        |
| 120 kg | Masoud Hashemzadeh | bye                                         | Khasan Baroyev (Russia) 0-3, 0-6              |                                      |                      |                      | Mindaugas Mizgaitis (Lituania) 1-1, 1-1, 1-2 |                                  |                                        |

## Pallacanestro

### Torneo maschile
La nazionale iraniana si è qualificata per i Giochi vincendo il campionato asiatico 2007.

#### Squadra
La squadra era formata da:
- Ali Doraghi (ala-centro)
- Amir Amini (playmaker)
- Javad Davari (playmaker)
- Mehdi Kamrani (playmaker)
- Saeid Davarpanah (guardia tiratrice)
- Iman Zandi (guardia tiratrice)
- Hamed Afagh (guardia tiratrice)
- Hamed Sohrabnejad (ala-centro)
- Oshin Sahakian (ala grande)
- Mousa Nabipour (centro)
- Samad Nikkhah Bahrami (ala piccola, capitano)
- Hamed Haddadi (centro)

L'allenatore era il serbo Rajko Toroman.

#### Prima fase
| Data      | Ora locale | Squadra   | Punteggio | Squadra   | Referto                                               |
| --------- | ---------- | --------- | --------- | --------- | ----------------------------------------------------- |
| 10 agosto | 09:00      | Russia    | 71 - 49   | Iran      | ref Archiviato l'11 ottobre 2012 in Internet Archive. |
| 12 agosto | 09:00      | Iran      | 67 - 99   | Lituania  | ref                                                   |
| 14 agosto | 11:15      | Australia | 106 - 68  | Iran      | ref                                                   |
| 16 agosto | 16:45      | Iran      | 82 - 97   | Argentina | ref                                                   |
| 18 agosto | 09:00      | Iran      | 57 - 91   | Croazia   | ref                                                   |

| Squadra   | P | V | P | PF  | PS  | Diff. |
| --------- | - | - | - | --- | --- | ----- |
| Lituania  | 9 | 4 | 1 | 425 | 400 | +25   |
| Argentina | 9 | 4 | 1 | 334 | 282 | +64   |
| Croazia   | 8 | 3 | 2 | 399 | 380 | +19   |
| Australia | 8 | 3 | 2 | 457 | 405 | +52   |
| Russia    | 6 | 1 | 4 | 387 | 406 | -19   |
| Iran      | 5 | 0 | 5 | 323 | 464 | -141  |

## Pugilato
| Gara                | Atleta            | Sedicesimi                      | Ottavi                         | Quarti                                   | Semifinali | Finale |
| ------------------- | ----------------- | ------------------------------- | ------------------------------ | ---------------------------------------- | ---------- | ------ |
| Pesi welter leggeri | Morteza Sepahvand | Hamza Hassini (Tunisia) 16-4    | Ionuţ Gheorghe (Romania) 8-4   | Manuel Félix Díaz (Rep. Dominicana) 6-11 |            |        |
| Pesi mediomassimi   | Mehdi Ghorbani    | Carlos Negrón (Porto Rico) 4-13 |                                |                                          |            |        |
| Pesi massimi        | Ali Mazaheri      |                                 | Rakhim Chakkhiyev (Russia) 3-7 |                                          |            |        |

## Sollevamento pesi
| Gara    | Atleta           | Strappo | Strappo | Slancio | Slancio | Totale | Posizione |
| Gara    | Atleta           | Ris.    | Pos.    | Ris.    | Pos.    | Totale | Posizione |
| ------- | ---------------- | ------- | ------- | ------- | ------- | ------ | --------- |
| 94 kg   | Asghar Ebrahimi  | 180     | 3       | 212     | 7       | 392    | 7         |
| 105 kg  | Mohsen Biranvand | 180     | 10      | 210     | 11      | 390    | 11        |
| +105 kg | Rashid Sharifi   | 196     | 6       | 230     | 6       | 426    | 6         |

## Taekwondo
| Gara            | Atleta                | Tabellone principale           | Tabellone principale              | Tabellone principale             | Tabellone principale         | Ripescaggi | Ripescaggi |
| Gara            | Atleta                | Ottavi                         | Quarti                            | Semifinali                       | Finale                       | Semifinali | Finale     |
| --------------- | --------------------- | ------------------------------ | --------------------------------- | -------------------------------- | ---------------------------- | ---------- | ---------- |
| 58 kg maschile  | Reza Naderian         | Márcio Wenceslau (Brasile) 1-2 |                                   |                                  |                              |            |            |
| 80 kg maschile  | Hadi Saei             | Deepak Bista (Nepal) 7-0       | Zhu Guo (Cina) 3-2                | Rashad Ahmadov (Azerbaigian) 4-1 | Mauro Sarmiento (Italia) 6-4 |            |            |
| 49 kg femminile | Sara Khoshjamal Fekri | Ghizlane Toudali (Marocco) 5-0 | Yang Shu-chun (Taipei cinese) 0-2 |                                  |                              |            |            |

## Tennis tavolo
| Gara             | Atleta         | Preliminari                                                        | Turno 1 | Turno 2 | Turno 3 | Turno 4 | Quarti | Semifinali | Finale |
| ---------------- | -------------- | ------------------------------------------------------------------ | ------- | ------- | ------- | ------- | ------ | ---------- | ------ |
| Singolo maschile | Afshin Norouzi | Mihai Bobocica (Italia) 2-4 (7–11, 12–10, 6–11, 11–9, 4–11, 10–12) |         |         |         |         |        |            |        |

## Tiro con l'arco
| Gara                  | Atleta            | Turno di qualificazione | Turno di qualificazione | Turno 1                             | Turno 2 | Ottavi | Quarti | Semifinali | Finale |
| Gara                  | Atleta            | Punteggio               | Pos.                    | Turno 1                             | Turno 2 | Ottavi | Quarti | Semifinali | Finale |
| --------------------- | ----------------- | ----------------------- | ----------------------- | ----------------------------------- | ------- | ------ | ------ | ---------- | ------ |
| Individuale maschile  | Hojjatollah Vaezi | 604                     | 63                      | Mangal Singh Champia (India) 98-112 |         |        |        |            |        |
| Individuale femminile | Najmeh Abtin      | 568                     | 60                      | Kwon Un-Sil (Corea del Nord) 96-106 |         |        |        |            |        |